# امیان کواسیکرو
امیان کواسیکرو (به لاتین: Amian Kouassikro) یک منطقهٔ مسکونی در ساحل عاج است که در Moyen-Comoé Region واقع شده‌است.